# Катаклізмічні змінні зорі

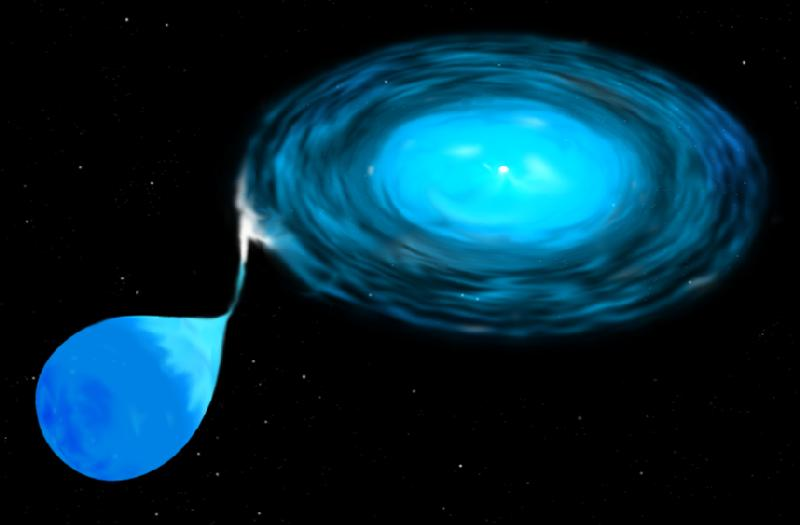
Погляд художника на катаклізмічну змінну зоряну систему

Катаклізмічні змінні зорі (вибухові змінні) — це змінні зорі з нерегулярним, дуже значним підвищенням світності, яка потім поступово спадає до початкового, спокійного стану. Спочатку такі зорі окреслювали терміном «нова», від лат. nova — «новий», оскільки зорі, спалах яких був видимий неозброєним оком, до того не спостерігалися й на небі виглядали наче поява нових зір.

Із появою нових засобів астрономічних спостережень стало зрозуміло, що ці зорі існують як до, так і після спалаху, але вони досить слабкі, принаймні, недоступні для спостережень неозброєним оком. Надалі з'ясувалося, що ті нові, які доступні для спостережень, виявляють змінність і в мінімумі, а за сучасними даними більшість із них має спалахувати повторно.
В окремий клас катаклізмічні зорі виділено в четвертому виданні Загального каталогу змінних зір  (до того їх об'єднували в один клас з еруптивними змінними — в яких відбувається активне виверження речовини з поверхні зорі в навколишній простір).
Катаклізмічні змінні — це подвійні зорі, що складаються з двох компонентів: первинного — білого карлика — та вторинного — об'єкта масообміну (здебільшого, це зоря пізнього спектрального класу, яка значно проеволюціонувала). Такі зорі перебувають на настільки близькій відстані одна до одної, що сила тяжіння білого карлика викривлює вторинну зорю й частково поглинає речовину супутника. Тому вторинну зорю часто називають також зорею-донором. Речовина, що потрапляє на білий карлик, зазвичай багата на водень, у більшості випадків утворює акреційний диск навколо нього. Акреційний диск іноді розігрівається та потужно випромінює в ультрафіолеті й рентгені. Акреційний диск може бути схильний до нестійкості, яка зрештою призводить до спалахів карликових нових, коли частина речовини з диска потрапляє на поверхню білого карлика і розігрівається (внаслідок перетворення потенційної гравітаційної енергії на тепло). Яскравіші та не такі часті спалахи нових трапляються тоді, коли густина та температура біля підніжжя накопиченого водневого шару зростає настільки, щоб запустити розгін реакцій водневого синтезу, які швидко перетворюють водневий шар на гелій.
Якщо процес акреції триває досить довго, маса білого карлика може перевищити межу Чандрасекара, що призведе до гравітаційного колапсу та вибуху наднової типу Ia, який може повністю знищити білий карлик.

## Класифікація
Катаклізмічні змінні поділяються на декілька типів, які часто отримують назви від зорі-прототипа, зазвичай, першої відкритої чи найкраще вивченої. У деяких випадках магнітне поле білого карлика є досить потужним для того, аби зруйнувати внутрішній акреційний диск, або й взагалі запобігти формуванню такого диска. Магнітні системи часто виявляють значну та змінну поляризацію світла, тому їх називають полярами; вони часто виявляють низькоамплітудні коливання світності, які вважають візуальною ознакою періоду обертання білого карлика.
| Зорі типу Z Жирафи (UGZ)              | На деякий час їх світність «застигає» на певному рівні дещо нижче від пікової. |
| Зорі типу SU Великої Ведмедиці (UGSU) | зазнають «суперспалахів», значно яскравіших, аніж типові.                      |
| Зорі типу SS Лебедя (UGSS)            | Зазнають спалахів двох видів періодичності.                                    |

| AM Геркулеса | До цього типу належать зорі, де магнітне поле білого карлика замкнуло подвійну зоряну систему у синхронному обертанні, і речовина практично безперервним потоком надходить до білого карлика безпосередньо, замість того, аби сформувати акреційний диск. |
| DQ Геркулеса | Також відомі як «проміжні поляри» — до цього типу належать зорі з дещо слабшим магнітним полем, аніж поле зір типу AM Геркулеса; вони мають акреційний диск, але підструктури в ньому виникають під дією магнітного поля.                                 |

.
Існує понад 1600 відомих систем із катаклізмічними змінними зорями. Оновлення каталогу були припинені 1 лютого 2006 року, хоча кожного року відкривають все нові й нові системи.

## Відкриття
Катаклізмічні змінні належать до тих класів астрономічних об'єктів, які найчастіше відкривають астрономи-аматори, оскільки катаклізмічна змінна у фазі спалаху є достатньо яскравою, аби її можна було виявити навіть за допомогою дуже скромних інструментів, а єдиними небесними об'єктами, які можна сплутати з такими зорями, є яскраві астероїди, рух яких добре помітний у небі щоночі.
Досить простим є також метод підтвердження того, що певний об'єкт є справді катаклізмічною змінною: вони зазвичай мають досить синювате забарвлення, проявляють швидку та значну змінність, та переважно мають незвичні емісійні лінії. Вони випромінюють світло в ультрафіолетовому та рентгенівському діапазонах; підозрюють, що вони також випромінюють і гамма-випромінювання, яке є наслідком анігіляції позитронів із ядер, багатих на протони, які утворюються під час вибуху, спричиненого ядерним синтезом, однак такі випромінювання поки що ще не були зафіксовані.
Кожного року відкривають близько шести класичних нових, у той час як моделі, створені на основі спостережень в інших галактиках, свідчать про те, що кількість таких спалахів мала б бути від 20 до 50; така невідповідність спричинена частково поганою видимістю крізь міжзоряний пил, а частково — браком спостерігачів у південній півкулі Землі, а також ускладненням спостережень у денний час та вночі при повному Місяці.